# Bainville (Montana)
Pour les articles homonymes, voir Bainville.
Bainville est une municipalité américaine située dans le comté de Roosevelt au Montana. Selon le recensement de 2010, sa population est de 208 habitants. La municipalité s'étend sur 1,02 milles carrés (2,64 km2).
Un bureau de poste y est ouvert par Charles Bain en 1904. Quelques années plus tard, le village se déplace pour se rapprocher du Great Northern Railway. Bainville devient une municipalité en 1918.